# Josip Uhlik
Josip Uhlik (* 19. September 1921 in Tuzla, Königreich der Serben, Kroaten und Slowenen; † 6. November 2021 in Zagreb, Kroatien) war ein jugoslawischer Architekt und Stadtplaner.

## Leben
Josip Uhlik schloss 1948 ein Architekturstudium an der Universität Zagreb ab. Mit seiner Ehefrau Nada (geb. Jelenić; 1919 oder 1920–2018), die er im Studium kennengelernt hatte und die ebenfalls Architektin wurde, zog er zunächst nach Rijeka, wo beide beim Zentralbüro für Schiffsbau angestellt waren. Zusammen gewannen sie 1953 den Architektenwettbewerb für das Hotel Plitvice, gebaut wurde dann allerdings ein anderer, von Marijan Haberle stammender Entwurf. Der Gewinn des Wettbewerbs führte jedoch dazu, dass der Zagreber Bürgermeister Većeslav Holjevac ihm eine Anstellung anbot.
In den Jahren 1958 bis 1971 war er stellvertretender Direktor des Stadtplanungsamtes der Stadt Zagreb. In dieser Zeit plante er mehrere neue Wohnviertel im Stadtteil Novi Zagreb. Daneben entwarf er unter anderem Schulen und Hotels. Zu den bekannten von ihm entworfenen Gebäuden zählt das als transparenter Glaspavillon mit Blick auf einen Park gestaltete Empfangsgebäude des 1966/67 eröffneten Flughafens Zagreb-Pleso, dessen Inneneinrichtung Bernardo Bernardi entwarf (heute Flughafen Franjo Tuđman Zagreb; das Gebäude wurde 2017 durch ein neues Passagierterminal ersetzt, in welches das bisherige Gebäude integriert wurde). Von 1971 bis zum Eintritt in den Ruhestand 1983 war Uhlik als Architekt beim Flughafen Zagreb-Pleso beschäftigt und entwarf Erweiterungsbauten.
2015 erhielt er den Vladimir-Nazor-Preis für sein Lebenswerk. Er starb einige Wochen nach seinem 100. Geburtstag in einem Altenheim in Zagreb an den Folgen einer COVID-19-Erkrankung.